# Hamon L'Estrange
Hamon L'Estrange (1605-1660) foi um escritor inglês cujas obras abrangeram história, teologia e liturgia, de pontos de vista calvinistas, era leal tanto a Charles I, como a Igreja da Inglaterra. Junto com Edward Stephens, ele contribuiu para o ressurgimento do interesse em antigas liturgias do século XVII; com John Cosin e Anthony Sparrow começou o gênero de comentário sobre o Livro de Oração Comum. Às vezes é confundido com seu pai, filho e neto, de mesmo nome.